# Robert Lefkowitz
Robert Joseph Lefkowitz (* 15. dubna 1943 Bronx, New York) je americký lékař a biochemik, který společně s Brianem Kobilkou v roce 2012 získal Nobelovu cenu za chemii za výzkum receptorů vázaných na G proteiny.
Robert Lefkowitz vystudoval na Kolumbijské univerzitě nejprve chemii a poté medicínu. Pracoval krátce jako lékař a v roce 1968 nastoupil jako výzkumný pracovník do Národního institutu zdraví v Bethesdě v Marylandu. V letech 1970 až 1973 pracoval v nemocnici v Bostonu, která spolupracuje s Harvardovou univerzitou.
Od roku 1973 učí na Dukeově univerzitě v Severní Karolíně, kde je od roku 1977 řádným profesorem. V polovině 80. let Lefkowitz se svými kolegy naklonoval nejprve beta-adrenergický receptor a poté osm adrenergických receptorů, na něž se váže noradrenalin a adrenalin. To vedlo k objevu, že všechny G-proteinové receptory mají podobnou molekulovou strukturu.